# پترسبرگ (راینلاند-فالتس)
پترسبرگ (به آلمانی: Petersberg) یک شهر در آلمان است که در زودوستپفالتس واقع شده‌است. پترسبرگ ۹۲۰ نفر جمعیت دارد.